# Simeyong
Simeyong est un village du Cameroun situé dans la région de l’Est, le département du Haut-Nyong et l'arrondissement (commune) de Dimako.

## Population
En 1965-1966, on y a dénombré 296 habitants, principalement des Akpwakoum et 53 pygmées.
Lors du recensement de 2005, la localité comptait 252 habitants.